# Dakar (Schauspieler)
Dakar (eigentlich Alejandro Barrera; * 9. Juli 1921 in Cuzco; † 14. September 2004 in Rom) war ein peruanischer Ringer und Schauspieler.

## Leben
Barrera kämpfte als Ringer und Catcher unter dem Namen „Joe Dakar“. Bei einer Europatournee wurde er 1963 von Produzent Solly V. Bianco u. a. für einen schauspielerischen Part als „Kammamuri“ in einer Salgari-Verfilmung verpflichtet und war von da an als exotisches Element in vielen Abenteuer- und anderen Genrefilmen italienischer Produktion, aber auch für Federico Fellini, bis zu Beginn der 1980er Jahre zu sehen. Mitte der 1980er-Jahre ging er wieder nach Südamerika zurück.

## Filmografie (Auswahl)
- 1963: Sandokan (Sandokan, la tigre di Mompracem)
- 1964: Blutgericht (La rivolta dei sette)
- 1964: Die drei Sergeanten von Bengali (I tre sergenti del Bangala)
- 1964: Im Tempel des weißen Elefanten (Sandok, il Maciste della giungla)
- 1964: Die Meute der Verdammten (I pirati della Malesia)
- 1965: Agent 3S3 kennt kein Erbarmen (Agente 3S3 passaporto per l'inferno)
- 1965: Julia und die Geister (Giulietta degli spiriti)
- 1965: Sieben gegen alle (Sette contro tutti)
- 1965: Söldner-Kommando Bengalen (La montagna di luce)
- 1965: Zwei Trottel gegen Goldfinger (Due mafiosi contro Goldginger)
- 1966: King hetzt 7 Killer (Un milione di dollari per 7 assassini)
- 1966: Das Superding der 7 goldenen Männer (Il grande colpo dei 7 uomini d'oro)
- 1967: Perry Rhodan – SOS aus dem Weltall (…4 …3 …2 …1 … morte)
- 1967: Unbezähmbare Angélique (Indomptable Angélique)
- 1968: Außergewöhnliche Geschichten (Tre passi nel delirio)
- 1969: Django und Sartana, die tödlichen Zwei (Una lunga fila di croci)
- 1969: Fellinis Satyricon (Fellini Satyricon)
- 1970: Sandokan – Der Tiger von Malesia (Le tigri di Mompracem)
- 1974: Ein Champion ist keine Ware (Sistemo l'America e torno)
- 1978: Papaya – Die Liebesgöttin der Kannibalen (Papaya dei Caraibi)
- 1979: Das Concorde Inferno (Concorde Affaire '79)
- 1979: Woodoo – Die Schreckensinsel der Zombies (Zombi 2)
- 1980: Zombies unter Kannibalen (Zombi holocaust)
- 1981: Gefährliche Zeugen (Cappotto di legno)
- 1982: Ator – Herr des Feuers (Ator l'invincibile)